# آبشار

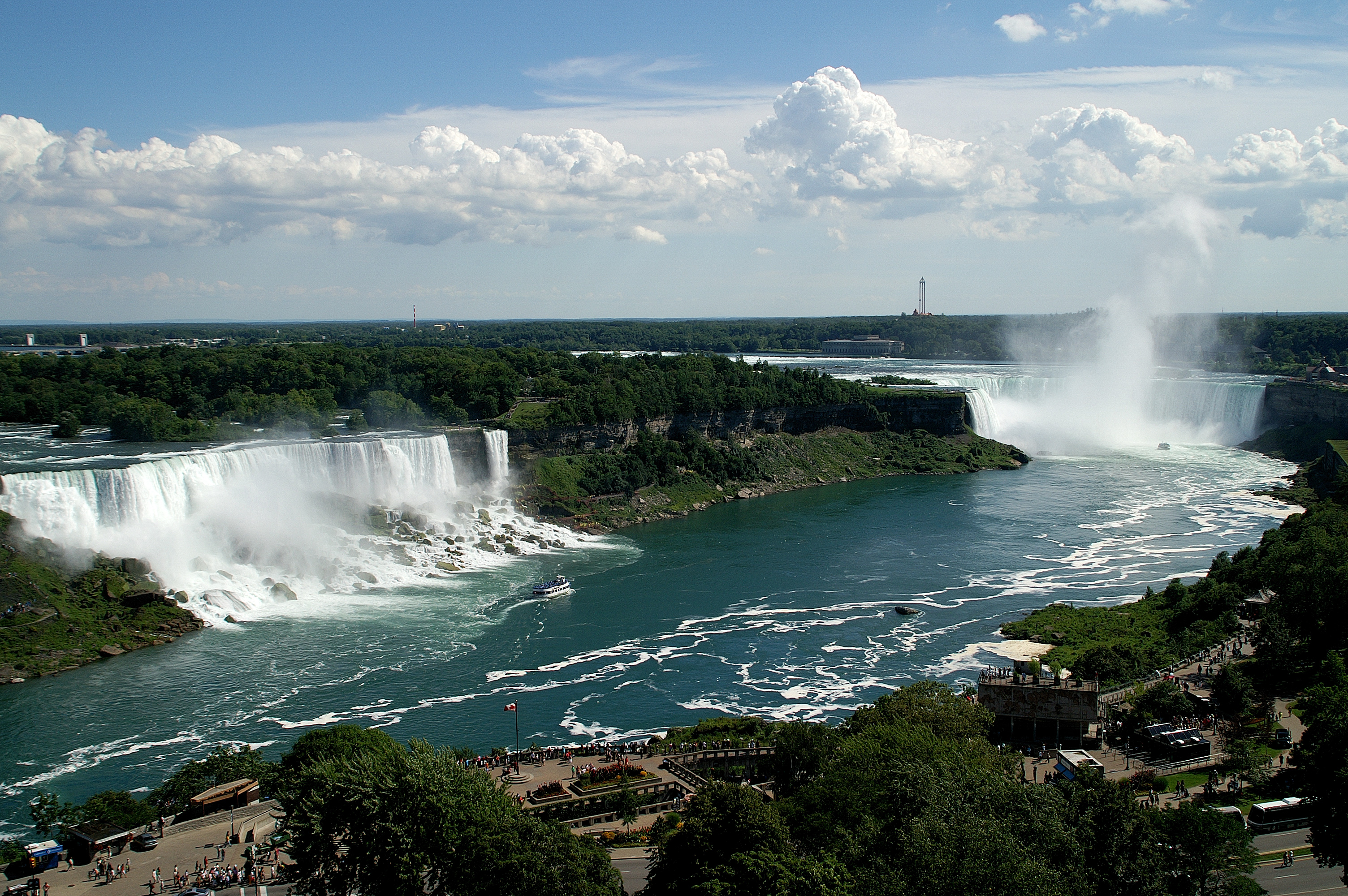
آبشارهای نیاگارا میان ایالات متحده آمریکا و کانادا

آبشار، ریزش ناگهانی آب است. در جغرافیا، آبشار هر نقطه‌ای در یک رود یا جویبار است که در آن آب به صورت سقوط عمودی یا یک رشته سقوط‌های تند جریان می‌یابد. آبشارها همچنین می‌توانند جایی اتفاق بیفتند که آب ذوب‌شده از لبه یک کوه یخی یا یخ‌تاق سقوط کند.
آبشارها می‌توانند به روش‌های مختلفی شکل بگیرند، اما رایج‌ترین روش شکل‌گیری این است که یک رود بر روی یک لایه بالایی از سنگ بستر مقاوم جریان پیدا می‌کند، پیش از آنکه بر روی سنگ‌های نرم‌تری سقوط کند، که این سنگ‌های نرم‌تر با سرعت بالاتری دچار فرسایش می‌شوند و منجر به ایجاد یک آبشار با ارتفاع فزاینده می‌گردند. آبشارها به دلیل تأثیری که بر گونه‌های جانوری محیط خود و پیرامونشان داردند، مورد مطالعه قرار گرفته‌اند.
انسان‌ها از دیرباز برای دیدن آبشارها سفر کرده، آن‌ها را کشف و نام‌گذاری کرده‌اند. آبشارها می‌توانند موانع دشواری برای قایق‌رانی یا کشتیرانی در رودها پدیدآورند. آبشارها در بسیاری از فرهنگ‌ها مکان‌های مذهبی به‌شمار می‌روند. از سده هجدهم میلادی، توجه به آبشارها به عنوان مقاصد گردشگری، منابع انرژی آبی، و به‌طور ویژه از اواسط قرن بیستم به عنوان موضوعات تحقیقات پژوهشی، بیشتر شده‌است.
مرتفع‌ترین آبشار جهان به نام آبشار آنجل، در کشور ونزوئلا قرار دارد. این آبشار مربوط به رود کارائو است که از ارتفاع ۹۸۹ متری از روی فلاتی مرتفع که از سنگ‌های سخت ساخته شده به پایین می‌ریزد.

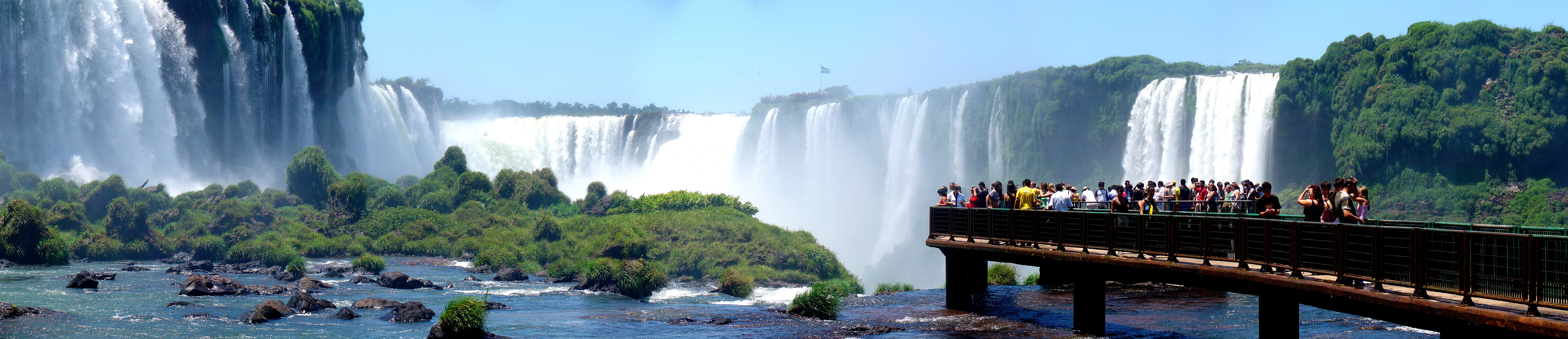
آبشار ایگواسو (آرژانتین)

## واژه‌شناسی
آبشار به‌طور کلی به عنوان نقطه‌ای در یک رود تعریف می‌شود که در آن آب بر روی یک بخش تندابه‌ای که نزدیک به عمودی، یا کاملاً عمودی است جریان می‌یابد. واژهٔ آبشار از آب و شار از مصدر شاریدن به معنی فروریختن ساخته شده‌است. در قدیم به آن شَلاّله هم می‌گفتند که جمع عربی آن «شلالات» است.
بانگ‌چاله نوعی آبگیر جریان است که در پایین یک آبشار تشکیل می‌شود. در سال ۲۰۰۰ میلادی، مابین (Mabin) مشخص کرد که «فاصله افقی بین محل لبریز شدن آب و بانگ‌چاله نباید بیشتر از حدود ۲۵ درصد ارتفاع آبشار باشد». انواع و روش‌های مختلفی برای طبقه‌بندی آبشارها وجود دارد. برخی از پژوهشگران تندآب را به عنوان زیرمجموعه‌ای از آبشار گنجانده‌اند. اینکه واقعاً چه چیزی یک آبشار را تشکیل می‌دهد همچنان مورد بحث است.

## فرایند شکل‌گیری آبشار

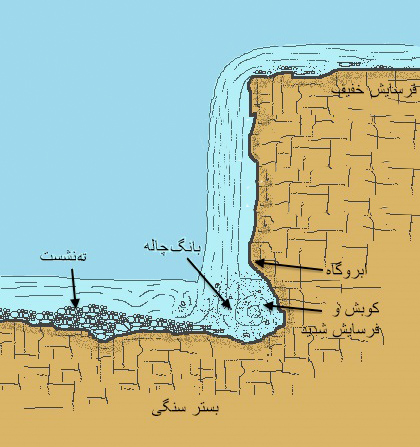
ساختار آبشار و بخش‌های گوناگون آن

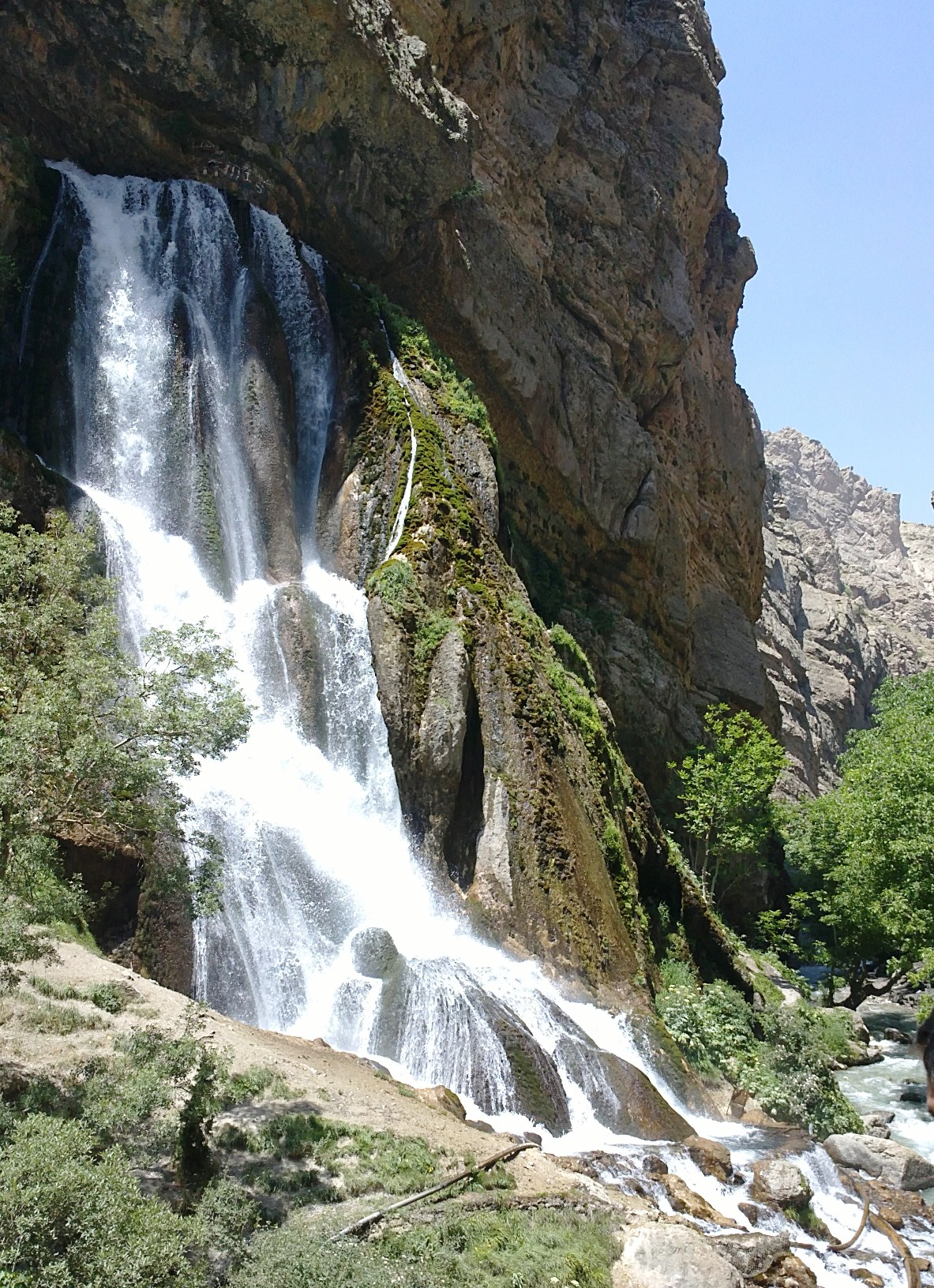
آبشار آب‌سفید، الیگودرز

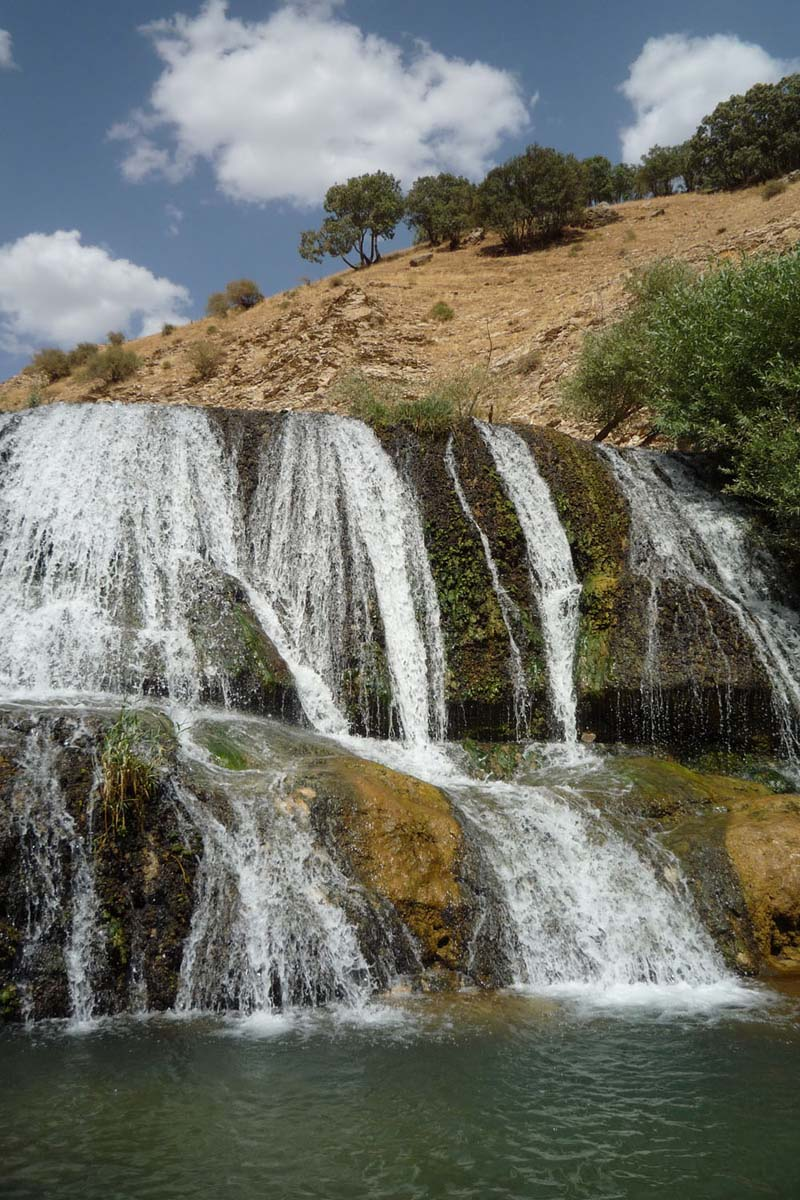
آبشار گریت، خرم‌آباد

سنگ‌های بستر رود، به‌آرامی فرسایش می‌یابد. رودهای بزرگ، از روی سنگ‌های مختلفی می‌گذرند. بعضی از سنگ‌ها، سخت‌تر از سنگ‌های دیگرند و به آسانی فرسایش نمی‌یابند. بعضی دیگر، به‌راحتی فرسایش می‌یابند. هنگامی که رود از بستری متشکل از سنگ‌های سخت وارد جایی شود که سنگ‌ها نرم ترند، احتمال دارد در محل برخورد این دو نوع سنگ، آبشار تشکیل شود، یعنی آب نمی‌تواند سنگ‌های سخت را حفر کند، اما سنگ‌های نرم را که در زیر قرار دارند از بین می‌برد و به‌اصطلاح زیر سنگ‌های سخت را خالی می‌کند. گاهی وسعت این محل خالی شده به اندازه‌ای است که افراد می‌توانند از پشت آبشار عبور کنند.
در محل آبشار نیاگارا واقع در مرز کانادا و آمریکا، لایه مسطحی از چند سنگ آهک سخت روی سنگ‌های نرم‌تری به نام شِیل قرار گرفته‌است. آب رودخانه، شیل را سریع تر فرسایش می‌دهد و قطعات بزرگ سنگ آهک گاه‌وبیگاه از لبه آبشار کنده می‌شوند و فرو می‌افتند. این اتفاق، در وسطِ آبشار که جریان آب شدیدتر است، بیشتر اتفاق می‌افتد. حاصل این پدیده، نعلی شکل شدن آبشار در منطقه متعلق به کانادا است.
مرتفع‌ترین آبشار اروپا، در نروژ است. این آبشار که اوتیگارد، نامیده می‌شود ۸۰۰ متر ارتفاع دارد. آب حاصل از ذوب یخچال یوستردال در نسدال، که بسیار پایین‌تر است، فرو می‌ریزد. دیواره‌های نسدال به علت فرسایش قبلی یخچال، بسیار پرشیب‌اند.

## انواع آبشارها
| نوع           | تصویر | توضیحات |
| ------------- | ----- | --- |
| آبشار طاقچه‌ای |       | آب بر روی یک پرتگاه عمودی به پایین سرازیر می‌شود و تماس خود را با سنگ بستر حفظ می‌کند. ممکن است انواع مختلفی داشته باشد: - صفحه‌ای: آب از یک نهر یا رودخانهٔ نسبتاً عریض به پایین می‌ریزد. - کلاسیک: ارتفاع آبشار تقریباً با عرض جریان آب برابر است و یک شکل مربعی را تشکیل می‌دهد. - پرده‌ای: ارتفاع سقوط آب بیشتر از عرض جریان سقوط آب است. |
| آبشار شیرجه‌ای |       | جریان سریع آب به صورت عمودی به پایین ریخته و کاملاً تماس خود با سطح بستر خود را از دست می‌دهد. |
| آبشار کاسه‌ای  |       | جریان آب حین سقوط باریک شده و سپس در یک حوضچه وسیع‌تر گسترده می‌شود. |
| آبشار دم‌اسبی  |       | آب بیشتر مسیر سقوط، تماس خود را با سنگ بستر حفظ می‌کند. . چندین نوع از این دست آبشارها وجود دارد: - آبشار ناودانی: مقدار زیادی آب از طریق یک گذرگاه باریک و عمودی مجبور به عبور می‌شود. - آبشار بادبزنی: در هنگام سقوط، آب در حین تماس با بستر سنگی به شکل افقی پهن می‌شود.                                                             |
| آبشار پلکانی  |       | آب روی یک تعداد پله‌های سنگی پایین می‌ریزد. |
| آبشار مرحله‌ای |       | مجموعه‌ای از آبشارهای کمابیش هم‌اندازه که یکی پس از دیگری فرومی‌آیند و هر کدام دارای یک حوضچه خاص خود است. |
| آبشار خروشان  |       | یک آبشار بزرگ و نیرومند. |
| آبشار چندشاخه |       | در حین فروریزی، جریان‌های جداگانه‌ای از آب شکل می‌گیرد. |
| آبشار یخچالی  |       | آبشاری به درون چاه‌های یخچال طبیعی فرومیریزد. |

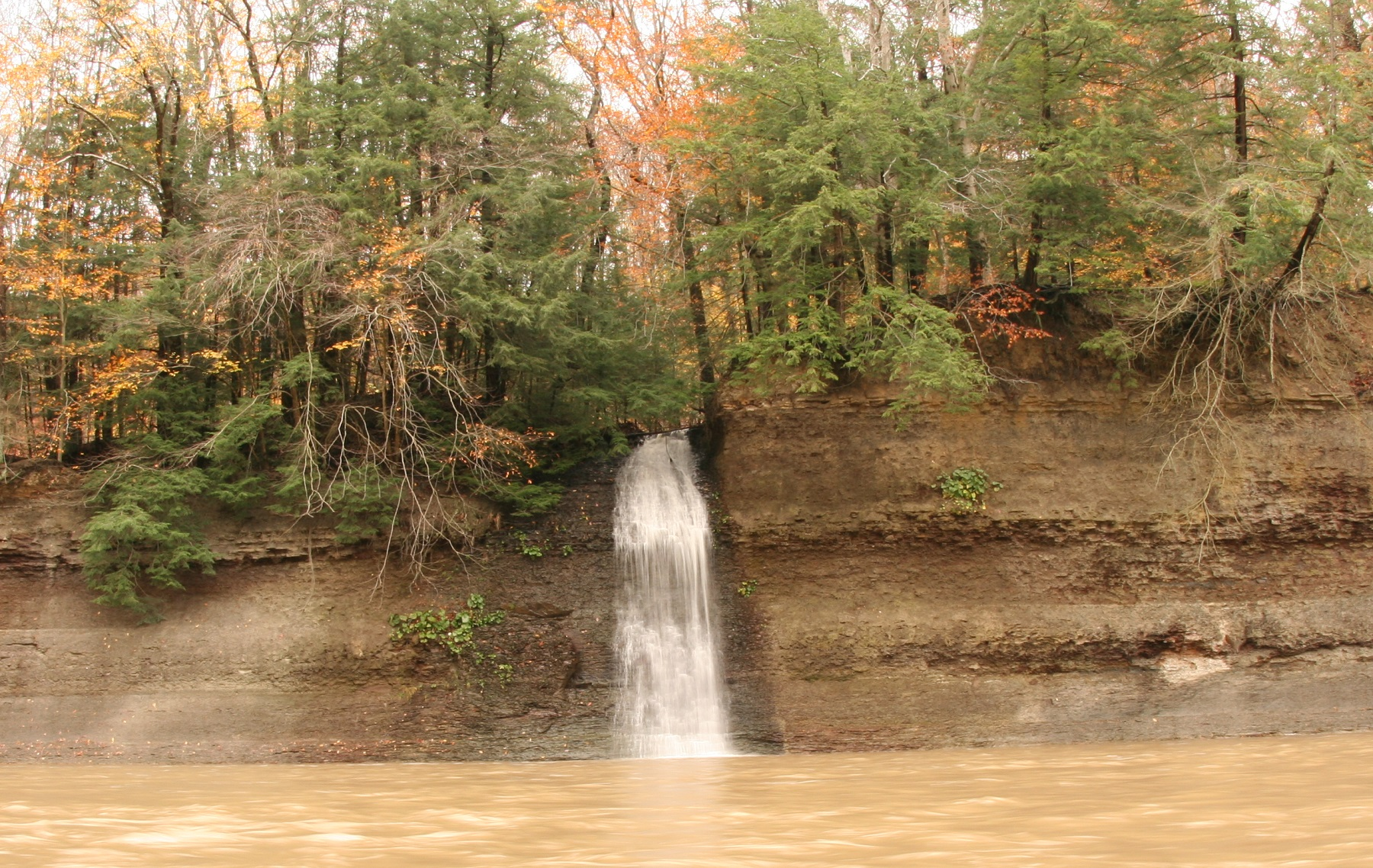
نمونه ای از یک آبشار فصلی. این آبشار زمانی که جریان دارد، به رودخانه چاگرین می‌ریزد.

برخی از آبشارها از این جهت متمایزند که به‌طور مداوم جریان ندارند. آبشارهای فصلی فقط پس از باران یا ذوب شدن برف قابل توجه، آب آن‌ها شروع به جریان می‌کند.